# 青蒿琥酯/咯萘啶
青蒿琥酯/咯萘啶（英語：Artesunate/Pyronaridine）以Pyramax品牌於市面上銷售，它含有兩種治療瘧疾的成分：青蒿琥酯和咯萘啶，是一種用於治療瘧疾的複方藥。该药物被用來治療惡性瘧原蟲和間日瘧原蟲導致的瘧疾感染。此藥物透過口服方式給藥。
人體對此藥物通常有良好的耐受性。使用後的副作用有頭痛、嘔吐或咳嗽。不建議患有嚴重肝病或腎病變的個體使用。一般不建議在個體懷孕初期使用，以避免對於胎兒造成傷害。但當無其他選擇，而治療可挽救母親的生命時，則不應拒絕使用。藥物中的兩種成分透過不同的機制發揮作用。
此藥物已被列入世界衛生組織基本藥物標準清單之中。
青蒿琥酯/咯萘啶是目前唯一獲得依據歐洲藥品管理局第58條程序中正面科學意見的青蒿素類聯合療法（Artemisinin-based Combination Therapies，簡写：ACT）。成人錠劑於2012年獲准，小兒科顆粒劑於2015年獲准。兩種製劑均經世界衛生組織 (WHO) 預審，除被列入世界衛生組織基本藥物標準清單中之外，也被列入世界衛生組織兒童基本藥物標準清單之中，並自2022年11月起載入世界衛生組織瘧疾指南中，也同時獲得瘧疾流行國家監管機構的核准。

## 醫療用途
青蒿琥酯/咯萘啶用於治療惡性瘧原蟲和間日瘧原蟲型導致的瘧疾。但不建議用於治療病情嚴重的患者。
根據一篇發表於2019年的綜述（於2021年更新），說明此複方藥與複方蒿甲醚（又稱蒿甲醚/苯芴醇）同樣有效。與美爾奎寧和青蒿琥酯兩種藥物聯合使用的療效也相似。不建議用青蒿琥酯/咯萘啶作預防瘧疾用途。

## 特定群體

### 懷孕
不建議在個體懷孕的第一期使用青蒿琥酯/咯萘啶治療瘧疾。但如果認為治療對母親的生命極為重要，且無其他適合的抗瘧藥可用時則不應拒絕使用。

### 母乳哺育
根據在大鼠的研究，顯示咯萘啶會分泌到乳汁中。應對母乳哺育的好處與嬰兒可能因母乳中含有咯萘啶而產生的風險作權衡，再做決定。

### 兒童
臨床試驗結果顯示對於患病兒童，每日給藥一次，連續三天使用小兒科青蒿琥酯/咯萘啶顆粒進行治療，不僅患者耐受性良好，療效亦顯著。在實際醫療狀況中亦證實此藥物具有效性。

### 年長者
臨床研究並未包括65歲及以上的患者。根據目前所知和短暫的3日療程，尚不需根據年齡調整劑量。但考慮到肝腎功能可能隨年齡下降，年長者使用本產品時應謹慎。

## 禁忌症
對此藥物的禁忌症有：
- 已知對藥物成分或製劑中任何添加成分過敏者。
- 罹患臨床體徵或症狀的肝損傷（如噁心和/或腹痛,且有黃疸）者。
- 已知嚴重肝病（即失代償性肝硬化，Child-Pugh分級系統中被列為B（肝功能中度衰竭）或C（肝功能嚴重衰竭）的階段）者。
- 嚴重腎功能障礙者

## 交互作用
建議在以下情況下須特別謹慎：
- 與已知和粒線體毒性（英语：mitochondrial toxicity）相關的藥物（如丙戊酸，抗反轉錄病毒藥物）、藥用植物以及撲熱息痛共用。

## 作用機轉
青蒿琥酯的作用機轉仍未被完全了解，且有爭議。它是一種前體藥物，可迅速轉化為具活性形式的雙氫青蒿素 (DHA)。過程涉及透過血漿酯酶水解4-碳酯基。推測DHA藥效團中內過氧化物橋的裂解會產生活性氧 (ROS)，而增加氧化壓力並透過烷基化引起瘧原蟲蛋白損傷。此外，青蒿琥酯還可有效抑制重要的惡性瘧原蟲外運蛋白1 (EXP1) - 一種膜谷胱甘肽S-轉移酶（MAPEG家族）。青蒿素於2016年已被證明可與大量標靶結合，顯示它有混雜的作用方式。有證據顯示DHA抑制內質膜上的鈣依賴性ATP酶，而破壞寄生蟲的蛋白質摺疊。而在咯萘啶方面 - 瘧原蟲首先在肝細胞中生長和繁殖，然後進入血液，侵入紅血球並進行另一次複製。瘧原蟲在感染的紅血球中於其食物空泡中消化血紅素，導致血紅素釋放。游離血紅素對瘧原蟲有毒性，而瘧原蟲隨後通過二聚化和聚合將血紅素轉化為瘧色素並經解毒過程將其隔離。隨著瘧原蟲發育，瘧色素會釋放進入宿主血液循環中，誘導發炎反應，引起疾病臨床表現。咯萘啶靶向血紅素並以1:2的化學計量形成藥物-血紅素複合體。這種作用可抑制血紅素聚合/結晶為瘧色素，並干擾瘧原蟲在消化空泡中的血紅素解毒過程。宿主的游離血紅素的水平因而升高，促進過氧化反應並導致瘧原蟲死亡。

## 歷史
咯萘啶是一種具有強效抗瘧疾和潛在抗病毒活性的曼尼希鹼，被用作抗瘧藥 - 用於治療惡性瘧原蟲和間日瘧原蟲導致的病症 - 已超過50年。咯萘啶首次於1970年代由中國合成，並以商品名Malaridine作為單藥療法使用。由於惡性瘧原蟲於1990年代在非洲和亞洲擴散，讓此藥物得到更多的關注，並在中國以外進行廣泛的研究。於1996年經歷過一項深具意義的臨床試驗後，結論是咯萘啶在罹患急性，無併發症惡性瘧原蟲瘧疾的成人和兒童時身上均表現出良好的療效和耐受性。
人們在進入2000年代時重新對咯萘啶發生興趣，將其用於青蒿素類聯合療法（ACT）中的潛在共用藥物，以治療惡性瘧原蟲感染。ACT結合快速作用的青蒿素衍生物和作用時間更長的咯萘啶，其中青蒿素類藥物迅速消滅大部分瘧疾寄生蟲，而咯萘啶則防止復發和產生耐藥性。目前市售的青蒿琥酯/咯萘啶藥物是以3:1的比例配製。

## 藥物再利用研究
有些in vitro（體外試驗）證據顯示青蒿琥酯/咯萘啶可能值得進行臨床試驗，以確定它是否可作為治療COVID-19的藥物。